# Multiplexer
Een multiplexer is een (meestal elektronisch) apparaat om verschillende gegevensstromen te leiden over een gemeenschappelijke communicatielijn. Het omgekeerde gebeurt met een demultiplexer. Multiplexers worden gebruikt om vele communicatielijnen met een kleiner aantal communicatiepoorten te verbinden, of om een groot aantal communicatiepoorten met een kleiner aantal communicatielijnen te verbinden.

## Basisprincipe
Een multiplexer is een combinatorische schakeling die gegevens ontvangt aan zijn (minimaal twee) gegevensingangen en slechts één ingang doorschakelt naar de uitgang. Welke ingang doorgeschakeld wordt naar de uitgang, wordt bepaald door de adresingangen van de multiplexer (deze worden ook selectieingangen genoemd). Een multiplexer werkt dus als een meerstandenschakelaar waarin het binaire woord aan de adresingang bepaalt welke gegevensingang doorgegeven wordt naar de uitgang.